# 斗鸡台 (宝鸡)
斗鸡台，又名祀鸡台，位于陕西省宝鸡市十里铺地区和戴家湾一带的泛称，其范围大约为北至贾村塬坡，南至渭河，西至刘家沟以西，东至杨家沟，为东西略长、南北稍窄的渭河二阶台地。
斗鸡台最初指该地区的一个长方形土台，《宝鸡县志》记载“旧志云，即陈宝夫人祠”旧址，为秦汉时期的祭祀场所。自清代至20世纪中后期作为十里铺地区和戴家湾一带的泛称，范围与后来划定的戴家湾遗址大致相当。如1936年陇海铁路向宝鸡延伸，为避开古陈仓城遗迹而修建的斗鸡台隧道就位于戴家湾村子南边，杨虎城将军和教育家邵力子曾为斗鸡台隧道亲笔题词。斗鸡台一带在清末以后曾出土了大量文物，其中1901年包括柉禁在内多件青铜器的出土使得该地名声大振，在端方、苏秉琦等学者的相关著述中都曾使用斗鸡台位于这一地域的名称。
“戴家湾”最早仅指该区域内的一个具体村庄，后与斗鸡台混用，在部分文物事件的记述中，斗鸡台和戴家湾往往指的是一个区域。由于“斗鸡台”一名并未出现在新的行政区划中，逐渐被作为正式区划名称的“戴家湾”取代。戴家湾在1970年代改名为“代家湾”。